# International Trophy of Lyon
International Trophy of Lyon (ou International Ice Dance Cup) foi uma competição internacional de patinação artística no gelo de níveis sênior, júnior, e noviço sediado na cidade de Lyon, França. É disputada apenas a competição de dança no gelo.

## Edições
| Temporada | Edição | Cidade sede | S     | J     | N     | Ref   |
| Temporada | Edição | Cidade sede | Dança | Dança | Dança | Ref   |
| --------- | ------ | ----------- | ----- | ----- | ----- | ----- |
| 2009–10   | 1.ª    | Lyon        | •     | •     | •     | [ 1 ] |
| 2010–11   | 2.ª    | Lyon        | •     | •     | •     | [ 2 ] |
| 2011–12   | 3.ª    | Lyon        | •     | •     | •     | [ 3 ] |
| 2012–13   | 4.ª    | Lyon        | •     | •     | •     | [ 4 ] |

## Lista de medalhistas

### Sênior
| Evento                  | Ouro                                       | Prata                                         | Bronze                                               |
| Lyon 2009–10 (detalhes) | Henna Lindholm · Ossi Kanervo · Finlândia  | Beverley Carstairs · Mathieu Lanniel · França | Charlène Denize · Quentin Langlois · França          |
| Lyon 2010–11 (detalhes) | Louise Walden · Owen Edwards · Reino Unido | Federica Testa · Christopher Mior · Itália    | Siobhan Heekin-Canedy · Alexander Shakalov · Ucrânia |
| Lyon 2011–12 (detalhes) | Tiffany Zahorski · Alexis Miart · França   | Barbora Silná · Juri Kurakin · Áustria        | Louise Walden · Owen Edwards · Reino Unido           |
| Lyon 2012–13 (detalhes) | Charlène Guignard · Marco Fabbri · Itália  | Sara Hurtado · Adrià Díaz · Espanha           | Lucie Myslivečková · Neil Brown · República Tcheca   |

### Júnior
| Evento                  | Ouro                                             | Prata                                      | Bronze                                           |
| Lyon 2009–10 (detalhes) | Géraldine Bott · Neil Brown · França             | Sofia Gassoumi · Arnaud Pasztory · França  | Gabriella Papadakis · Guillaume Cizeron · França |
| Lyon 2010–11 (detalhes) | Gabriella Papadakis · Guillaume Cizeron · França | Tiffany Zahorski · Alexis Miart · França   | Géraldine Bott · Neil Brown · França             |
| Lyon 2011–12 (detalhes) | Gabriella Papadakis · Guillaume Cizeron · França | Elektra Hetman · Benjamin Allain · França  | Estelle Elizabeth · Romain Le Gac · França       |
| Lyon 2012–13 (detalhes) | Gabriella Papadakis · Guillaume Cizeron · França | Estelle Elizabeth · Romain Le Gac · França | Péroline Ojardias · Pierre Souquet · França      |

### Noviço
| Evento                  | Ouro                                                 | Prata                                         | Bronze                                               |
| Lyon 2009–10 (detalhes) | Magali Leininger · Maxime Caurel · França            | Myriam Gassoumi · Clément Le Molaire · França | Pauline Michaud · Matthieu Gros · França             |
| Lyon 2010–11 (detalhes) | Lindsay Pousset · Louis Thauron · França             | Jana Wehner · Tim Dieck · Alemanha            | Agathe Leger · Adrien Battu · França                 |
| Lyon 2011–12 (detalhes) | Sonia Glinskaya · Florian Valette · França           | Hana Gassoumi · Corentin Rahier · França      | Sarah Marine Rouffanche · Geoffrey Brissaud · França |
| Lyon 2012–13 (detalhes) | Sarah Marine Rouffanche · Geoffrey Brissaud · França | Jade Marchal · Théo Le Mercier · França       | Julia Wagret · Mathieu Couyras · França              |